# Teluk Air
Teluk Air is een bestuurslaag in het regentschap Karimun van de provincie Riau-archipel, Indonesië. Teluk Air telt 6.585 inwoners (volkstelling 2010).